# Балка Орлова (річка)
Балка Орлова — річка в Україні, у 
Знам'янській міській громаді , 
Суботцівській сільській громаді (Кропивницький район) та Новопразькій селищній громаді (Олександрійський район) Кіровоградської області, ліва притока Бешки (басейн Дніпра).

## Назва
Назву річка отримала від села заснованого запорізьким козаком на прізвисько Орел під час гайдамацького руху у першій половині XVIII століття, що було приєднане у 1958 до складу села Петрове. У кінці XVIII - початку XIX століття таку назву отримала вся долина цієї річки . (В усному мовленні Орлова Балка)

## Опис
Довжина річки 17 км, похил річки — 2,8 м/км. Формується з багатьох безіменних струмків та водойм. Площа басейну 126 км².

## Розташування
Бере початок на південно-західній околиці Знам'янки. Тече переважно на південний схід і біля села Світлопіль впадає у річку Бешку, праву притоку Інгульця.
Населені пункти вздовж берегової смуги: с.Петрове , с. Новоолександрівка та с.
Троянка